# (10809) Majsterrojr
(10809) Majsterrojr (1993 FS14) – planetoida z pasa głównego asteroid okrążająca Słońce w ciągu 5,61 lat w średniej odległości 3,16 j.a. Odkryta 17 marca 1993 roku.